# Alexander Ziegert
Alexander Ziegert (* 23. Mai 1935 in Maltsch, Niederschlesien; † 30. Dezember 2018 in Dresden) war ein deutscher römisch-katholischer Priester, Autor und Herausgeber.

## Leben
Alexander Ziegert kam als Flüchtlingskind nach Zwickau, wo er nach der Schulzeit zunächst zum Schlosser ausgebildet wurde. Dann entschloss er sich, seiner Berufung zum Priestertum zu folgen. Nach Studium und praktischer Ausbildung empfing er 1962 in Bautzen die Priesterweihe. Die Kaplansjahre verbrachte er in Leipzig, Thammenhain und Wermsdorf. 1973 wurde er als Diözesankinderseelsorger ins Ordinariat des Bistums Dresden-Meißen berufen. Von 1975 bis 1987 war er dort Leiter des Pastoralen Amtes und Diözesanerwachsenenseelsorger. Anschließend wurde er Pfarrer in Dresden-Pieschen und 1993 Dompfarrer an St. Petri in Bautzen. 1997 wurde ihm die Leitung des Katholischen Büros bei der sächsischen Landesregierung übertragen, die er bis 2005 innehatte.

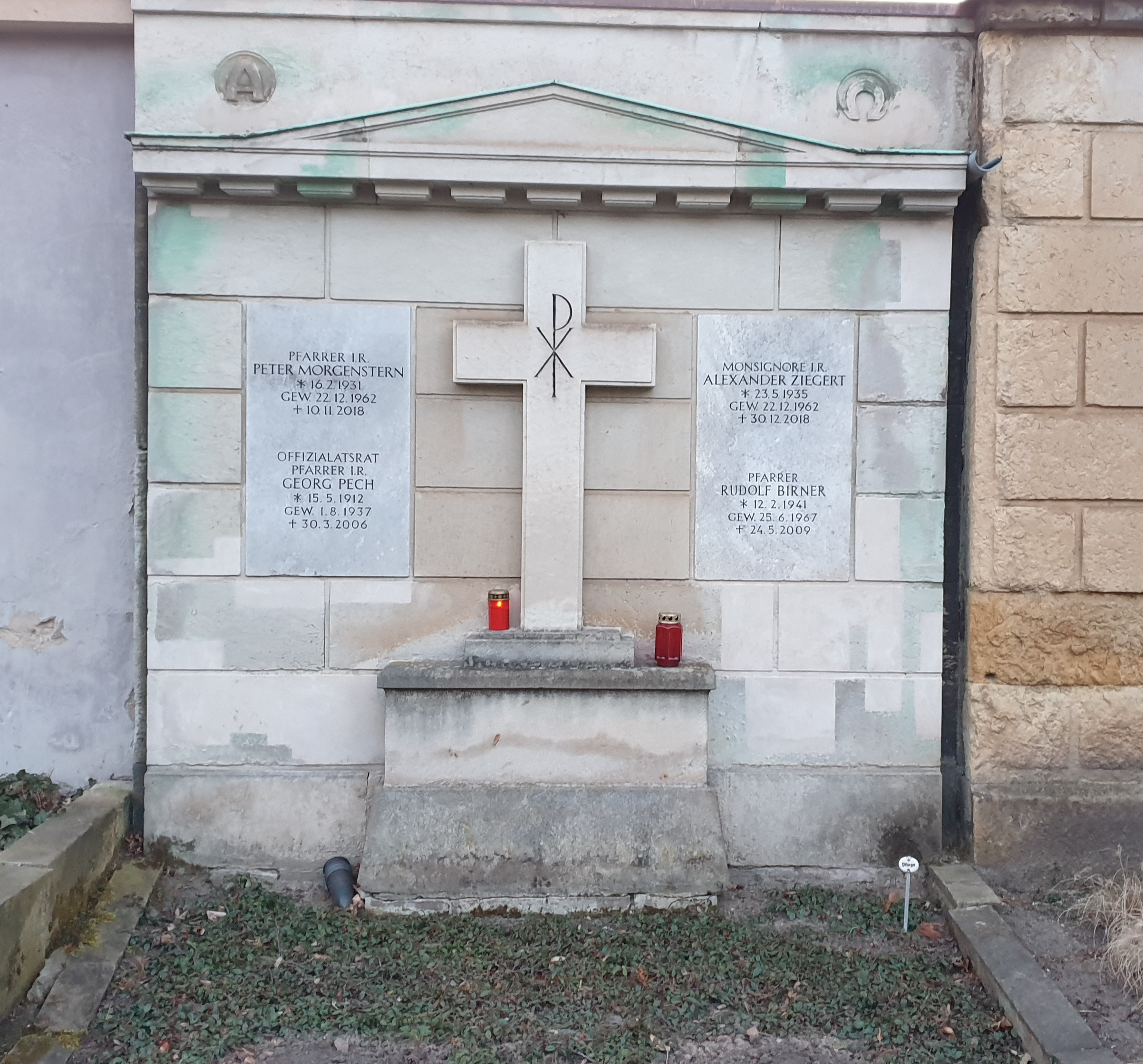
Grabstätte Monsignore Alexander Ziegert

Daneben wirkte Ziegert u. a. in der kirchlichen Rundfunkarbeit, bei der Vorbereitung des Dresdner Katholikentreffens 1987, in der Ausbildung von Religionslehrern, in der Seelsorge an der JVA Bautzen und als Diözesandirektor des Päpstlichen Werks für geistliche Berufe.
Ziegert schrieb das Buch So bunt ist unser Glaube, eine Darstellung von Glauben und Kirche für junge Leser, und den Kinder-Kreuzweg Aus Liebe tragen. Er gab mehrere Liederbücher heraus, von denen das „gesellige Liederbuch für alle Christen“ Poverello besondere Verbreitung erlangte. Zu seinem Text Gott, singe mich komponierte Kurt Grahl die Melodie. Seine Nachdichtung des Sonnengesangs von Franz von Assisi Dich lobt, mein Gott, was du gemacht steht mit der Melodie von Geh aus, mein Herz, und suche Freud im Gotteslob-Diözesanteil der Kirchenprovinz Hamburg (Nr. 812).
Für seine Verdienste wurde er zum Monsignore ernannt.
Im Jahre 2005 trat er in den Ruhestand und lebte als Geistlicher im Kloster der Nazarethschwestern in Goppeln.
Sein Grab befindet sich auf dem Alten Katholischen Friedhof in Dresden.